# Język kuni-boazi
Język kuni-boazi, także: kuni (kuini) lub boazi (boadji, bwadji) – język papuaski używany w Prowincji Zachodniej w Papui-Nowej Gwinei, przez grupę ludności w okolicy jeziora Murray. Według danych z 2007 roku posługuje się nim 4500 osób.
Ethnologue wyróżnia następujące dialekty: kuni, wamak, khoamak, sengeze, ingias, aewa. Z danych publikacji wynika, że ich użytkownicy nie mają wspólnego określenia na swój język. W użyciu jest także tok pisin, a w edukacji stosuje się język angielski.
Nie jest spokrewniony z językiem kuni z Prowincji Centralnej (klasyfikowanym w ramach rodziny austronezyjskiej).
Jest zapisywany alfabetem łacińskim.